# Егног
Егног (енгл. eggnog; фр. lait de poule; транск. кокошје млеко), напитак је састављен од млека, крем павлаке, жуманца и мушкатног орашчића који се сервира за време Божићних празника. Традиционална верзија кокошјег млека састоји се од жестоког пића као на пример рум или виски. У Америци и Луксембургу, напитак се може купити у продавници али без алкохола.

## Традициналне намирнице
Поред млека и жуманца, главни састојци егнога укључују и павлаку, шећер, бурбон (амерички виски направљен од кукуруза), рум, ракија или мешавина неколико јаких жестоких пића, као и мушкатни орашчић. Безалкохолне верзије су на тржишту од 1960-их.
Ланац Старбакс успешно је представио верзију пића без алкохола, који се продаје између средине новембра и краја децембра у Канади. Неки производи на тржишту су инстант формуле са додатком алкохола док су други направљени од сојиног млека, намењеног веганским потрошачима.

## Порекло
Порекло пића остаје непознато. Према неким истраживањима напитак долази из Источне Англије. Током 19. века, фармацеути су припремали напитак и давали га особама које су имале грип или прехладу.

## Здравље и сигурност
Већину домаћих рецепата садржавају су сирова жива јаја. Иако се додаје алкохол који служи као бактерицид, ризик од салмонеле је висок, зато се препоручује да се егнонг загреје пре конзумирања.
Давне 1981. године, већину седеоца и особља старачког дома у САД заразили су се салмонелим, а четворо је умрло. Узрок је био сирово јаје заражено бактеријом док су неки случајеви били секундарни и заражени контаминираном храном. Коришћење комерцијалних пастеризованих јаја или довољно загревање смесе млеко-јаја може учинити пиће сигурним за коришћење. Постоје рецепти који захтевају лагано загревање смесе, без кључања, све док се смеса не згусне.

## Енергетска вредност
| Калорија     | Беланчевина | Масти | Угљени хидрати | Калцијум | Гвожђе | Витамин А | Витамин B1 | Нијацин | Витамин Ц | Кухињска со |
| ------------ | ----------- | ----- | -------------- | -------- | ------ | --------- | ---------- | ------- | --------- | ----------- |
| 3,8 (224 kJ) | 11,6        | 10,6  | 20,4           | 1,30     | 0,2    | 206 IU    | 0,2        | 0,1     | 0,0015    | 0,14        |

## Неколико рецепта
Са алкохолом:
- 25 мл ликера
- 75 мл млека
- 1 кашика сирупа од карамеле
- 1 јаје
- 2 коцке леда
- мушкатни орашчић

Са чоколадом:
- 1 литар млека
- 1 шоља шећера
- 2 кашике ванилије
- 1 штапић цимета
- 1/4 шоље препрженог бадемовог праха
- 8 жуманца

## Појаве у француској култури
- 1270: Луј IX Свети одбио је да попије напитак који су му преппоручили лекари јер је био дан поста.[11]
- 1314: Филип IV од Француске је такође одбио под истим изговором.[11]
- 1857: Гистав Флобер спомиње Госпођу Бовари: „Џустине дођи да направиш кокошје млеко. "
- 1879: Ги де Мопасан је рекао крчмару „Загреј ми кокошје млеко "
- 1944: Жан Ануј је рекао Антигиној дадиљи : „Увек морам да вичем, попиј то млеко видиш да је хладно. "

Маргерит Јурсенар је имала обичај да пише своје романе уз чашу егнога. Толико је волела напитак да је за Божићне празнике поклањала својим пријатељима и комшијама.